# Gaswerk Kaufbeuren

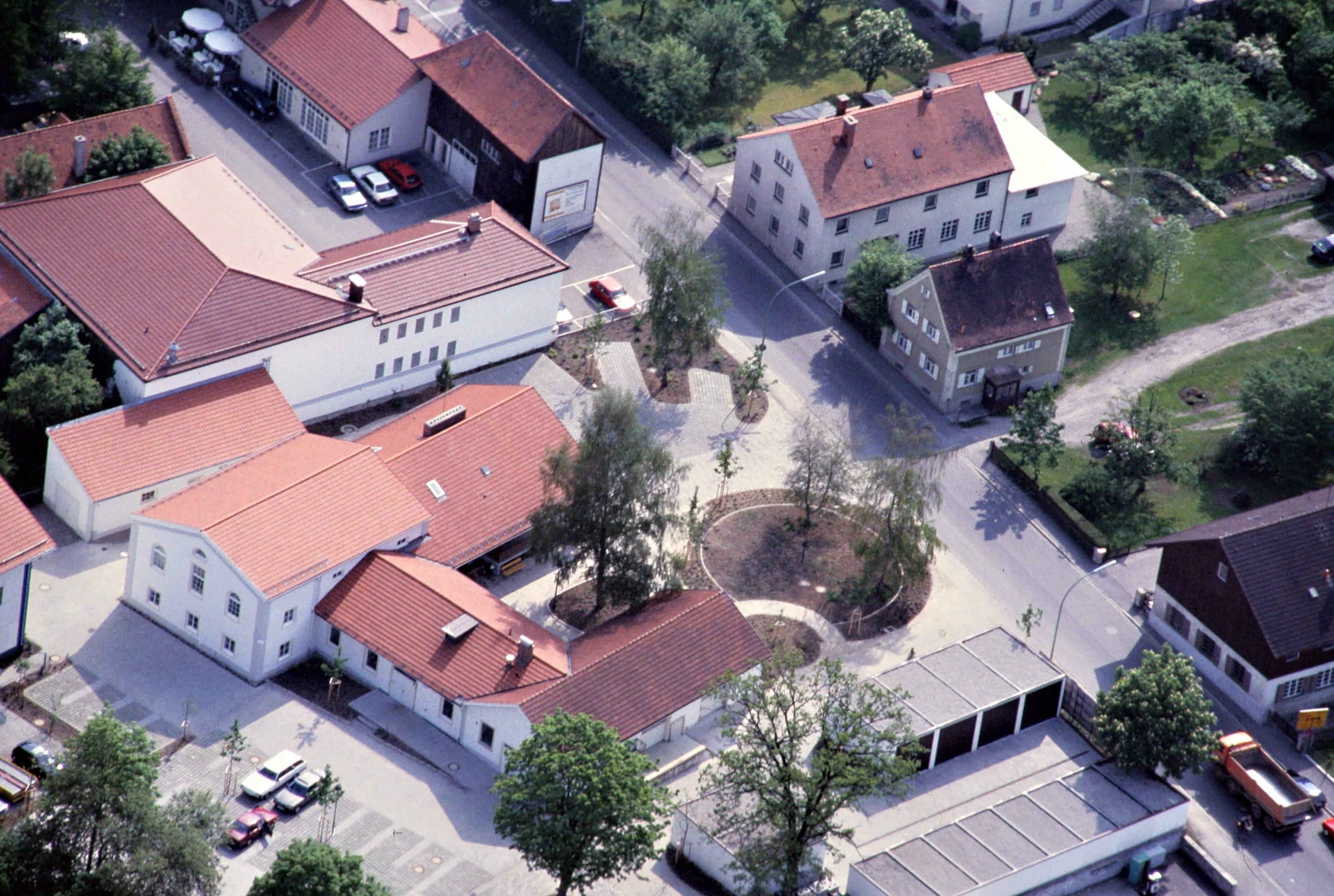
Luftbild der Betriebsstelle Kaufbeuren (2016 durch Neubau ersetzt)

Das Gaswerk Kaufbeuren ging 1863 in Betrieb und wurde bis 1953 zur Gaserzeugung aus Steinkohle genutzt. Nach Anschluss an die Ferngasleitung wurde die Gasherstellung in Kaufbeuren eingestellt und stattdessen ein Gasbehälter als Zwischenspeicher errichtet. Mit Umstellung auf Erdgas wurde auch dieser Zwischenspeicher bis 1977 überflüssig. Erhalten blieb nur eine Betriebsstelle von Erdgas Schwaben (seit 2022 Energie Schwaben).

## Geschichte
Im Jahr 1863 errichtete Ludwig August Riedinger in der Mindelheimer Straße 6 ein Gaswerk. Nach der Inbetriebnahme wurde dort Leuchtgas aus Steinkohle produziert und überwiegend für die Straßenbeleuchtung mit 75 Flammen verwendet. Zudem versorgte das Gaswerk den Bahnhof mit 80 Flammen, die Mechanische Baumwollspinnerei und Weberei mit 488 Flammen sowie etliche Privathäuser mit insgesamt 625 Flammen.
Bereits ein Jahr später übernahm die Gesellschaft für Gasindustrie in Augsburg das Gaswerk. Der steigende Gasverbrauch machte 1901 eine Erweiterung mit einem zweiten Gasbehälter notwendig. Nach Abschluss der Arbeiten verfügte das Gaswerk über eine Kapazität von rund 1500 m³. 1914 wurden täglich etwa 3500 m³ Gas hergestellt.
1934 übernahm die Münchner Aktiengesellschaft für Licht- und Kraftversorgung (LUK) die Betriebsführung des Gaswerks und 1948 kam es durch Fusion vollständig zur LUK. Der neue Eigentümer führte 1952 einen Vertrieb von Flüssiggasflaschen ein. Auf diese Weise konnten auch Gemeinden, die nicht am örtlichen Leitungsnetz angeschlossen waren, mit Gas versorgt werden.
Ab 1953 wurde die Gaserzeugung in Kaufbeuren stillgelegt und stattdessen Ferngas von der Ferngasversorgung Schwaben GmbH vom Gaswerk Augsburg bezogen. Als Zwischenspeicher wurde deshalb ein neuer Gasbehälter in den Schrebergärten am Mühlbach errichtet. Der Gasbehälter fasste 3000 m³ und war auf 9000 m³ teleskopierbar. Die Umstellung auf Erdgas begann 1963 und erfolgte schrittweise bis 1977.

## Verbleib
Nach Wegfall der Gasproduktion und Gasspeicherung wurden die dafür notwendigen technischen Anlagen zurückgebaut. 1977 entstand stattdessen ein neues Verwaltungsgebäude, das von Erdgas Schwaben seither als Betriebsstelle genutzt wird (Neubau 2016).